# Farsta, Gustavsberg

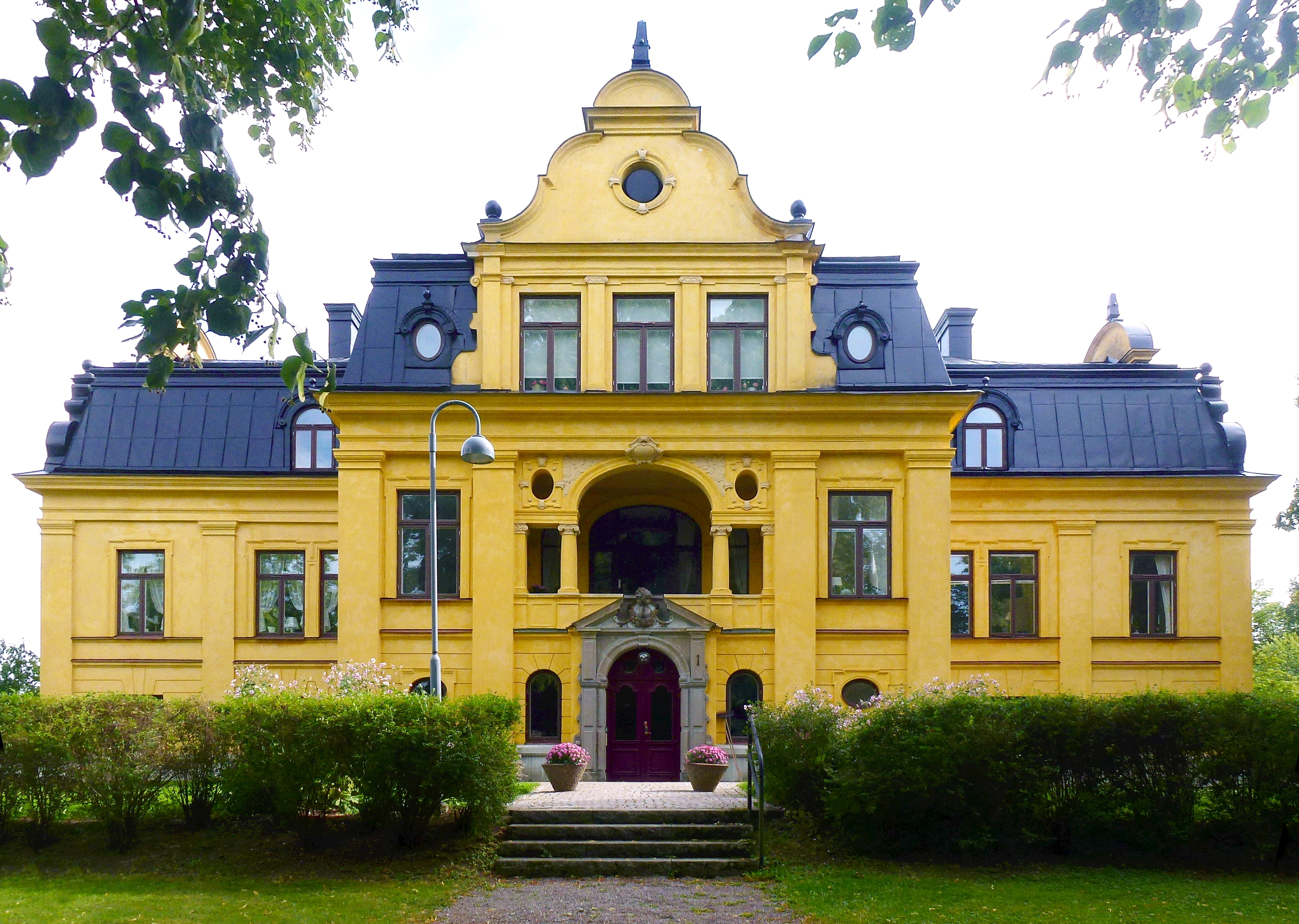
Farsta slott i augusti 2015.

Farsta (även kallad Farsta slott) är ett tidigare gods beläget vid Farsta slottsväg 1 på södra sidan om Farstaviken i Gustavsberg, Värmdö kommun. Ursprungsbyggnaden uppfördes på 1620-talet, brändes ner av ryssarna 1719 och återuppbyggdes på 1740-talet. Byggnaden fick 1894 sin nuvarande utformning av arkitekt Axel Lindegren. "Slottet" var under många år bostad för porslinsfabrikens direktör, Wilhelm Odelberg. 1994 omvandlades fastigheten till bostadsrätter och Brf Farsta Slott bildades.

## Äldre historik

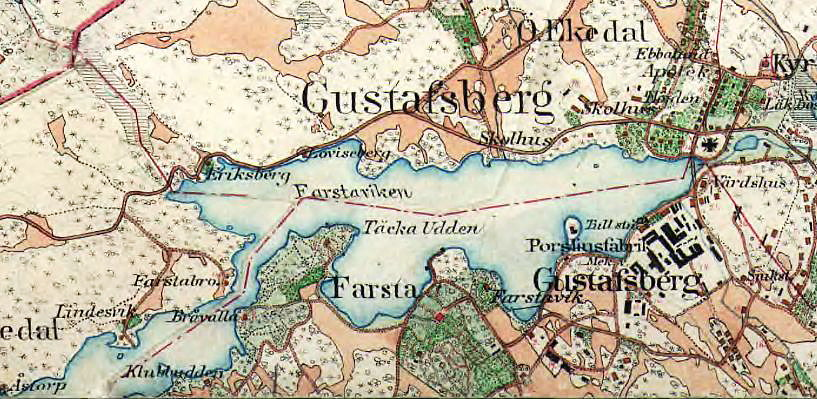
Inre delen av Farstaviken med Gustavsberg och Farsta slott omkring sekelskiftet 1900.

Under medeltiden anlades flera gårdar längs Farstaviken. En av gårdarna i Farsta by var godset Farsta som 1618 förfogade över en areal av 11 tunnland åkermark, vilket  var mycket för en gård i inre skärgården. År 1640 bytte friherren Gabriel Gustafsson Oxenstierna till sig Farsta och några andra gårdar i nuvarande Gustavsbergs socken. Efter hans död samma år ärvdes egendomarna av sonen Gustaf Gabrielsson Oxenstierna. Efter honom fick Gustavsberg sitt namn.
Redan på 1620-talet hade ett stenhus börjat uppföras, varvid ett tegelbruk anlades i närheten för att förse bygget med erforderlig mängd murtegel. Detta tegelbruk låg ungefär där senare porslinsfabriken byggdes. Enligt en uppgift från 1649 fanns då 33 500 brända tegelstenar och 32 000 obrända vid bruket. I samband med rysshärjningarna 1719 brändes Farsta ner, men det återuppbyggdes ganska snart. En ny huvudbyggnad stod färdig omkring 1750. Under 1700-talets andra hälft och i 1800-talets början ägdes Farsta av en lång rad högreståndspersoner, bland dem Ernst Johan Creutz den yngre, Carl Otto Hamilton, Berndt Wilhelm Fock och Carl Axel Löwenhielm.

## Nyare historik

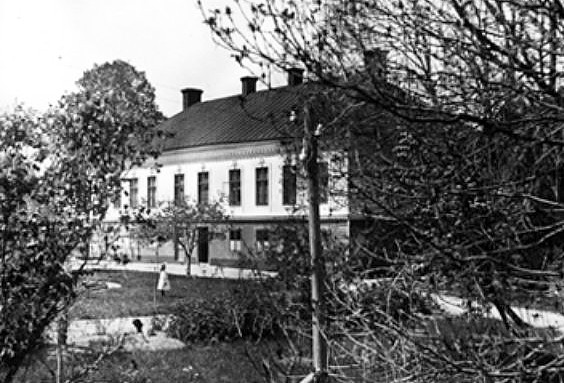
Farsta slott före ombyggnad.

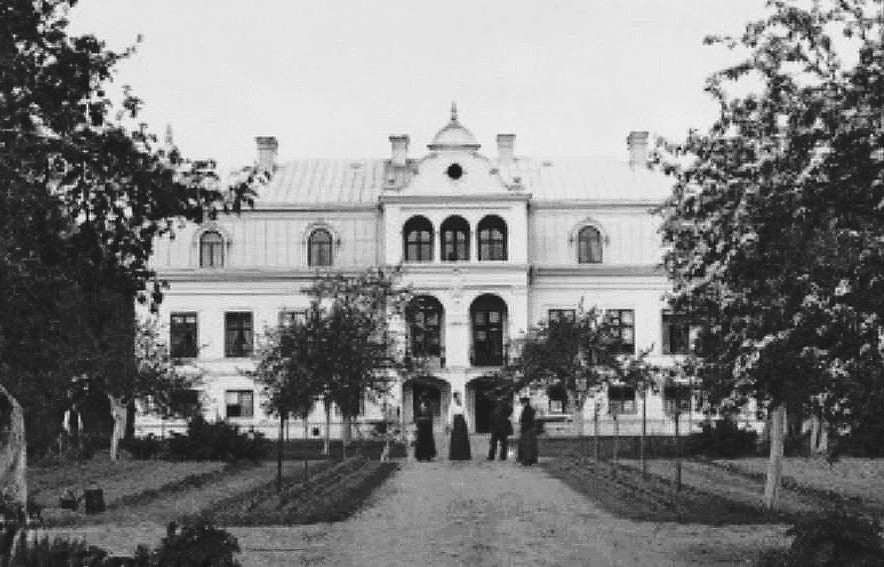
Farsta slott, fasad mot parken, 1903.

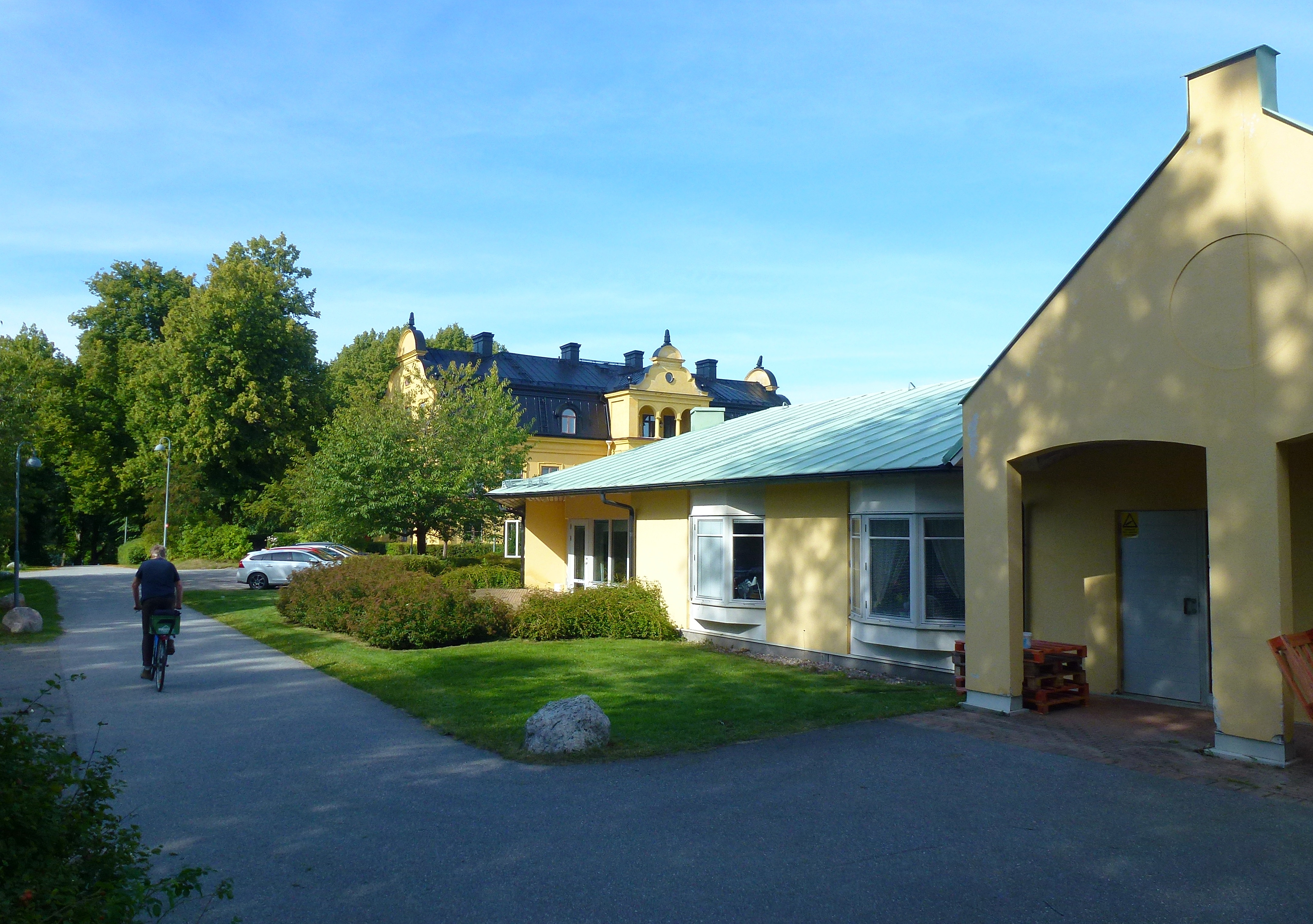
Farsta slotts äldreboende "Slottsovalen".

År 1821 förvärvades Farsta-godset av grosshandlaren Johan Herman Öhman, som tillsammans med kommerserådet Johan Olof Wennberg startade Gustavsbergs porslinsfabrik. 1839 blev Erik Gustav Godenius ägare till Farsta och efter dennes död 1845 ärvdes egendomen av hans brorson Samuel Godenius. År 1869 gifte sig Hilma Godenius, Samuel Godenius dotter, med industrimannen Wilhelm Odelberg som sålde Farsta 1875 till AB Gustavsbergs fabriks intressenter. 
År 1879 flyttade paret Odelberg in i Farsta. Odelberg ledde även porslinsfabriken fram till sin död 1924, och under honom fick Farstas huvudbyggnad sitt nuvarande utseende omkring  år 1894. Till arkitekt anlitades Axel Lindegren. Han gav byggnaden en statusbetonad, historieromantisk och slottsliknande utformning i nybarock. Han blev inspirerad av huvudportalen från 1600-talets mitt. Sedermera var Farsta slott under många år bostad för familjen Odelberg. Efter att Kooperativa förbundet köpte Gustavsbergsfabriken ingick även Farsta slott. Hilma Odelberg bodde kvar sommartid som änka till sin död 1945.
Efter Hilma Odelbergs död 1945 stod huset obebott fram till 1979 då Farsta slott förvärvades av byggföretaget JM som byggde om slottet 1994 till 10 st bostadsrätter och en bostadsrättslokal som är sammanbyggd med ett vårdhem, den så kallade Slottsovalen, som byggdes 1995 i den tidigare parken efter ritningar av Knut Janson Ingenjörsbyrå. I huvudbyggnadens bottenvåning finns vårdlokaler och de övriga våningarna inrymmer tio lägenheter av varierande storlek som är avsedda för personer 50+. Slottsovalen är ett äldreboende med 41 lägenheter.

## Engelska parken
Sydväst om slottet och Slottsovalen ligger Farstagodsets engelska park. Den anlades troligen vid sekelskiftet 1800 och finns inritat på en karta från 1810.  Ursprungligen var parken större och innehöll en äldre barockträdgård (där Slottsovalen nu finns). I parken syns ännu stenkantade promenadvägar som leder upp till anläggningens högsta punkt som kröns av en platå med en berså kallad Fåfängan. Tidigare ingick ett ekotempel i parkanläggningen, templet finns dock inte kvar längre. Kvar finns däremot en liten hundkyrkogård med gravstenar där ägarfamiljernas hundar Bisse, Boy och Mister fick sin sista vila.

## Bilder "slottet"

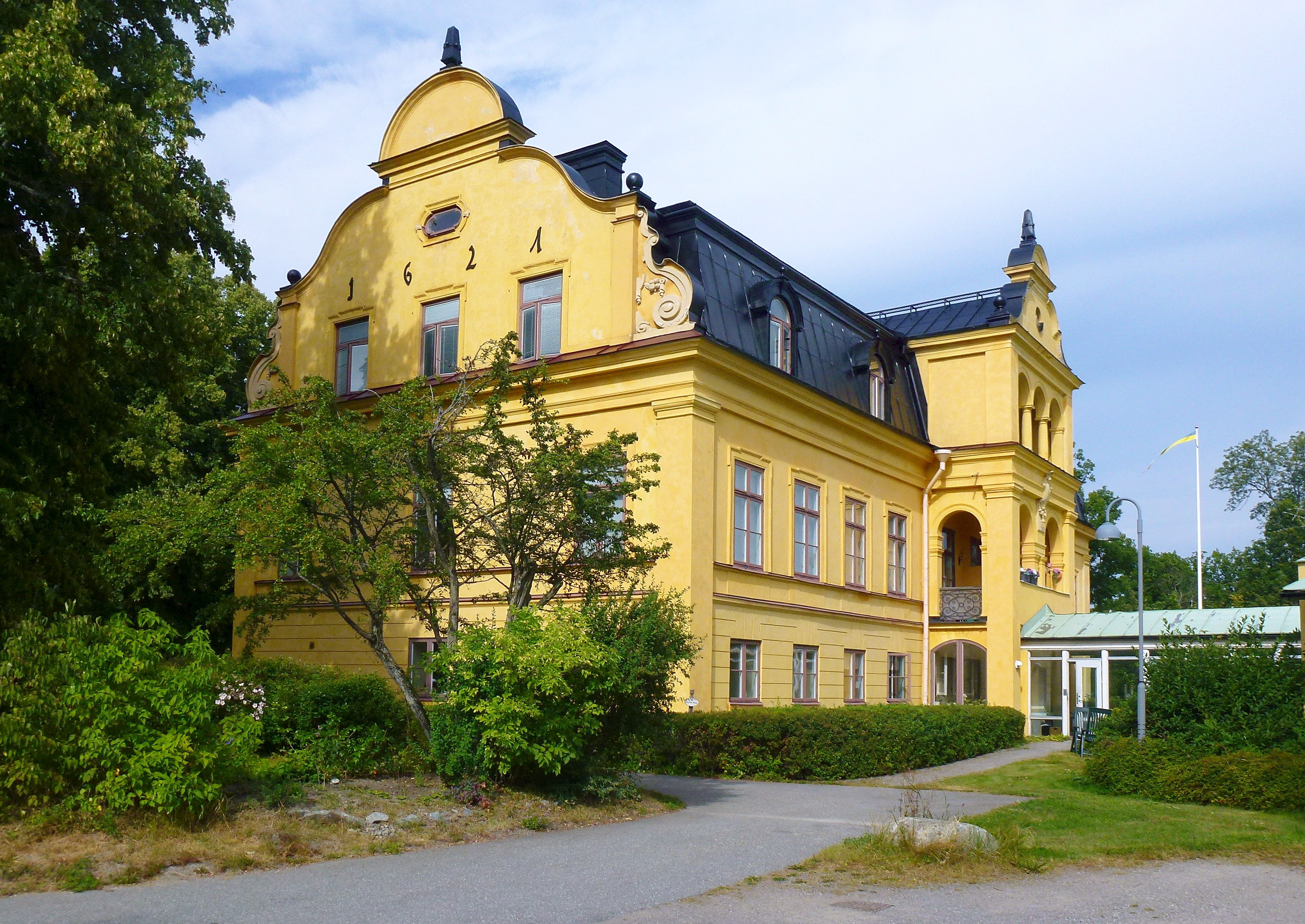
Fasad mot sydväst
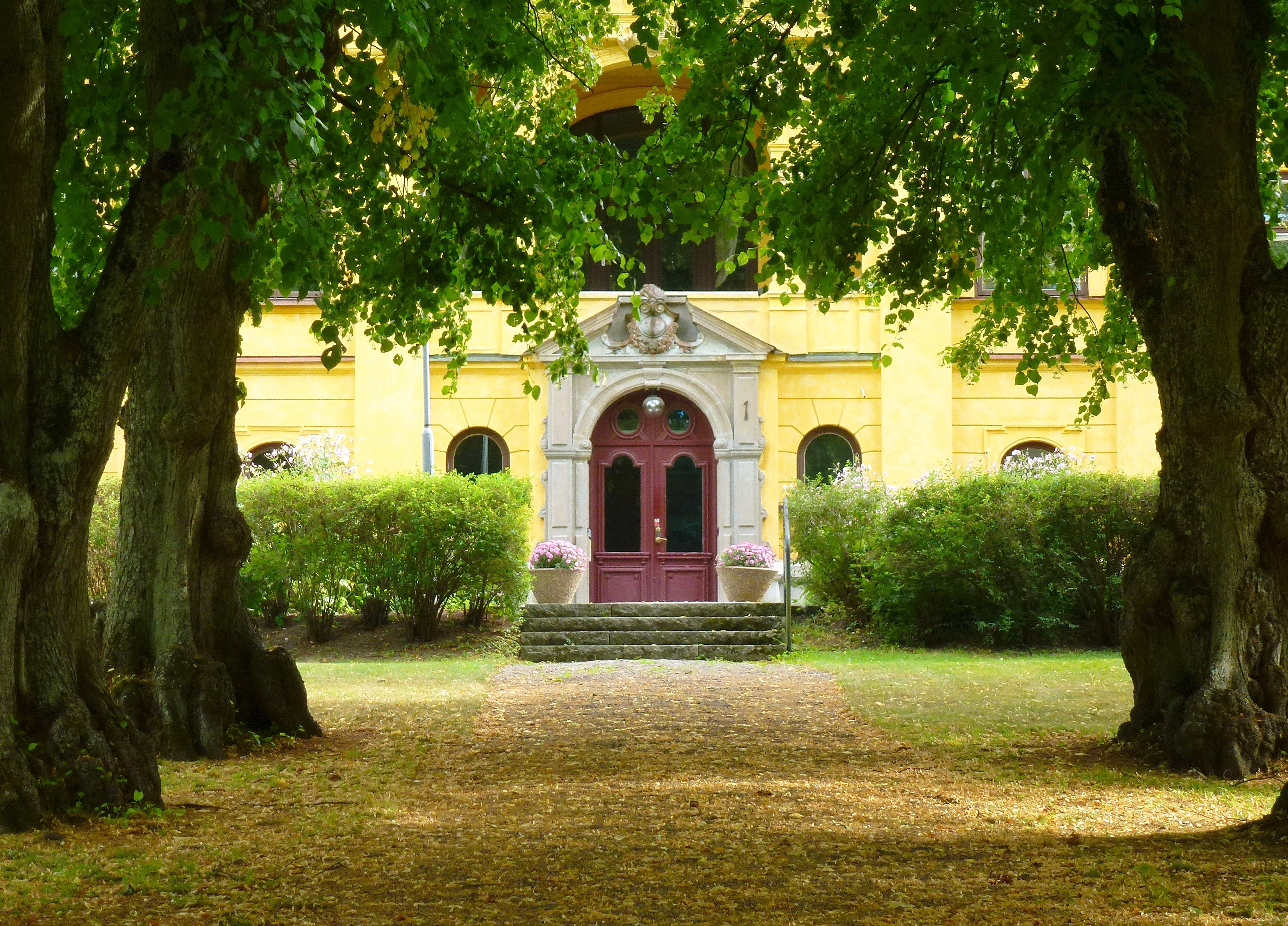
Huvudportalen från 1600-talet
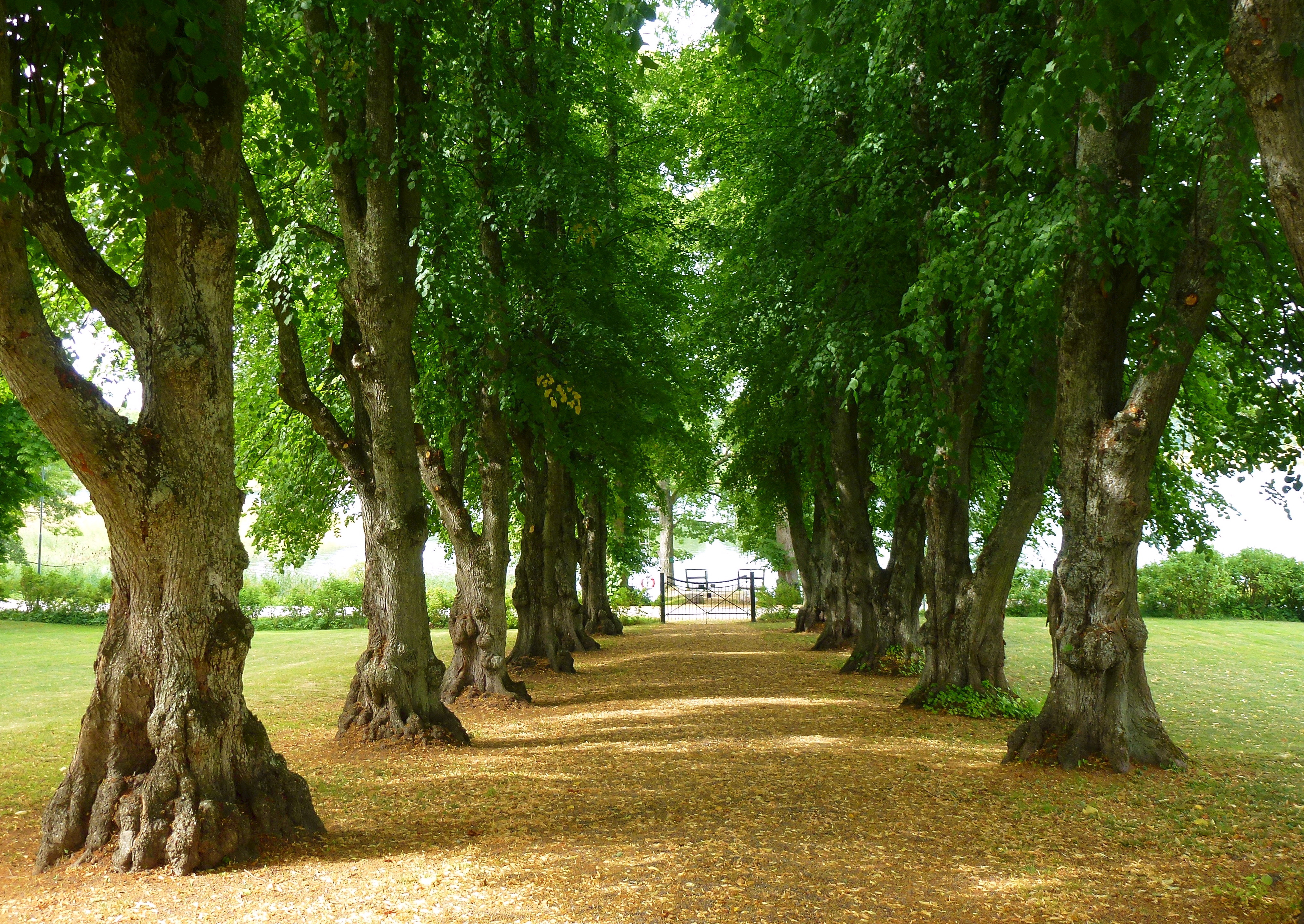
Lindallén från 1700-talet
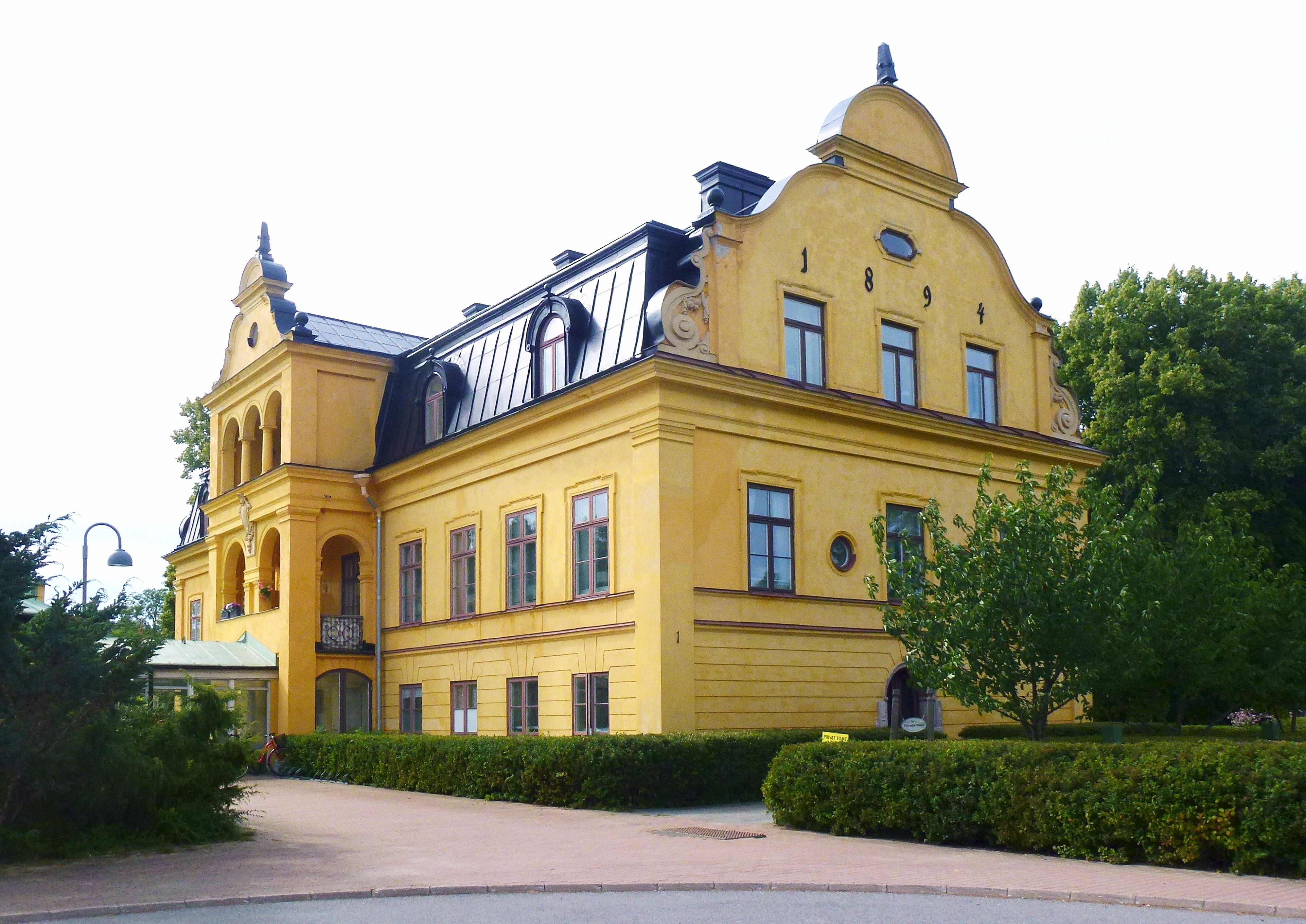
Fasad mot nordost

## Bilder engelska parken

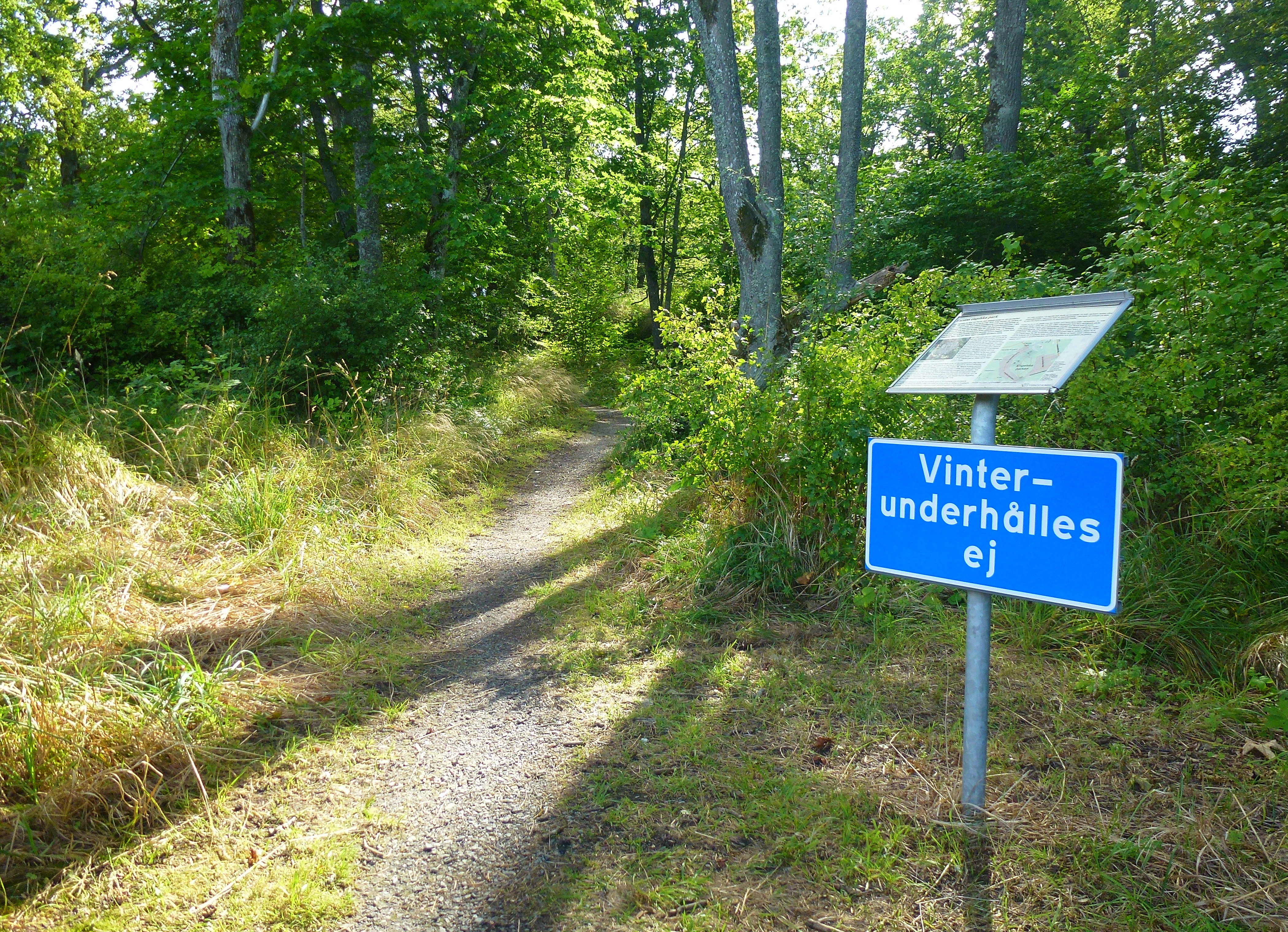
Entrén från slottet
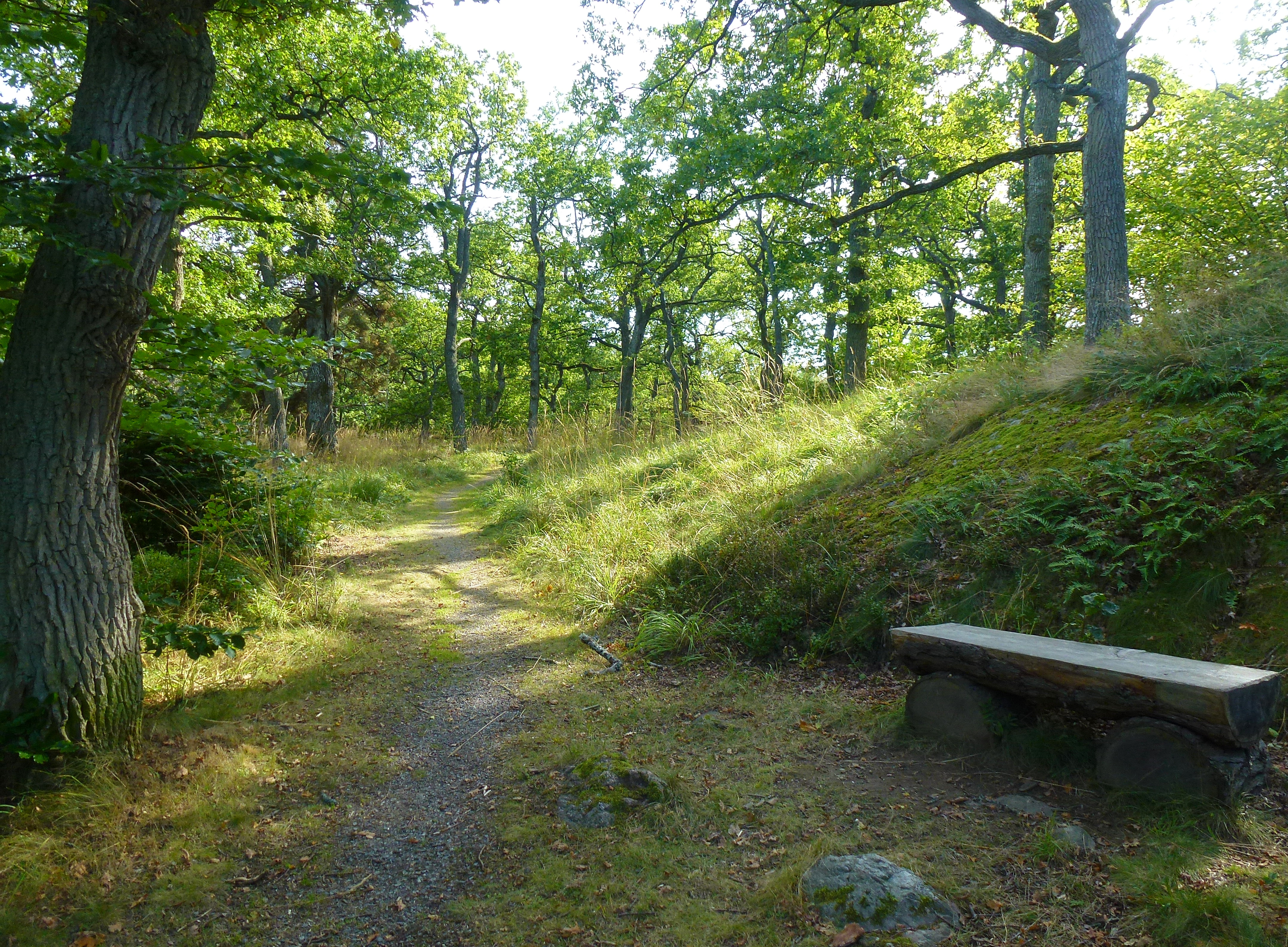
Parken
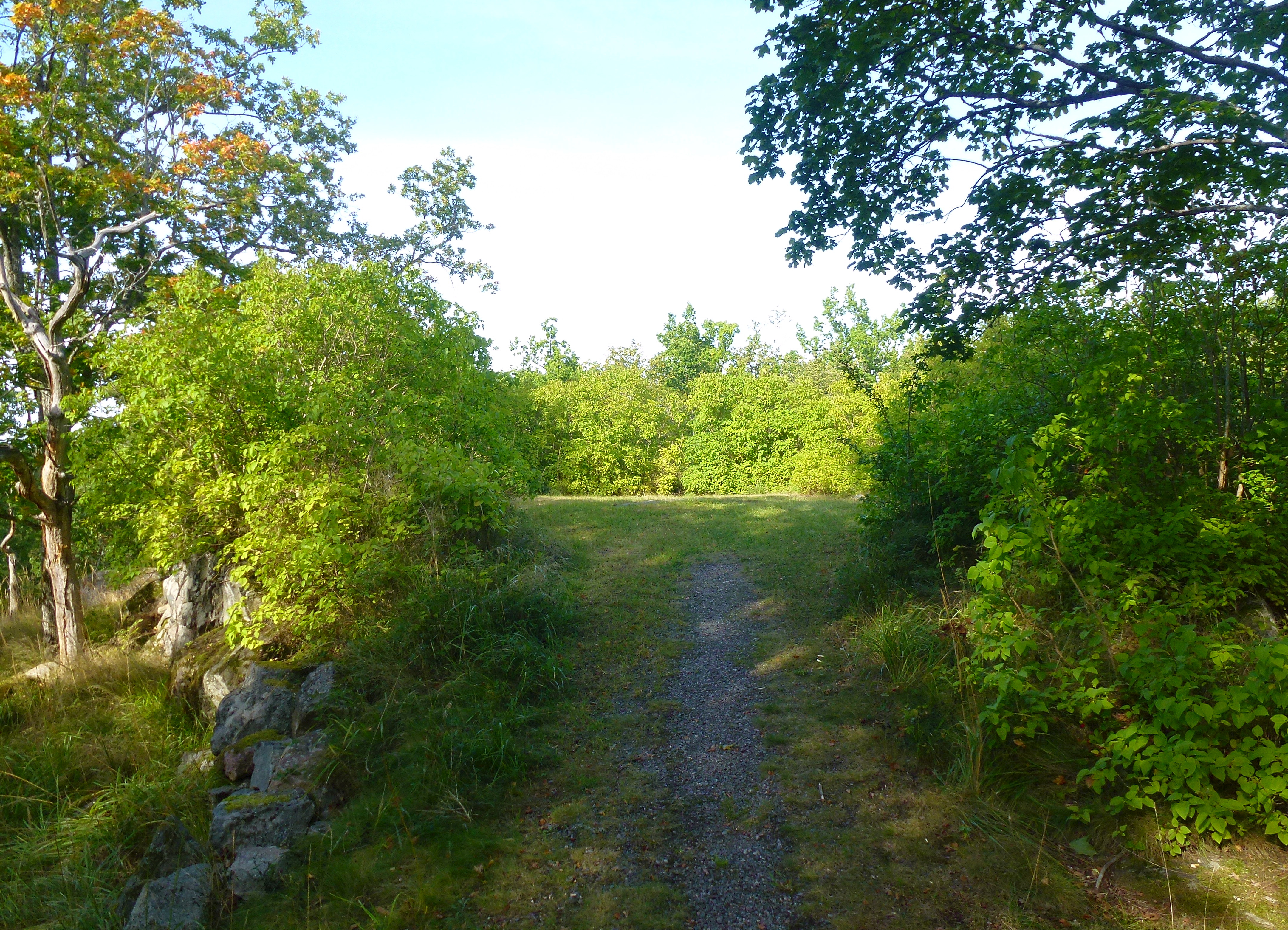
Fåfängan
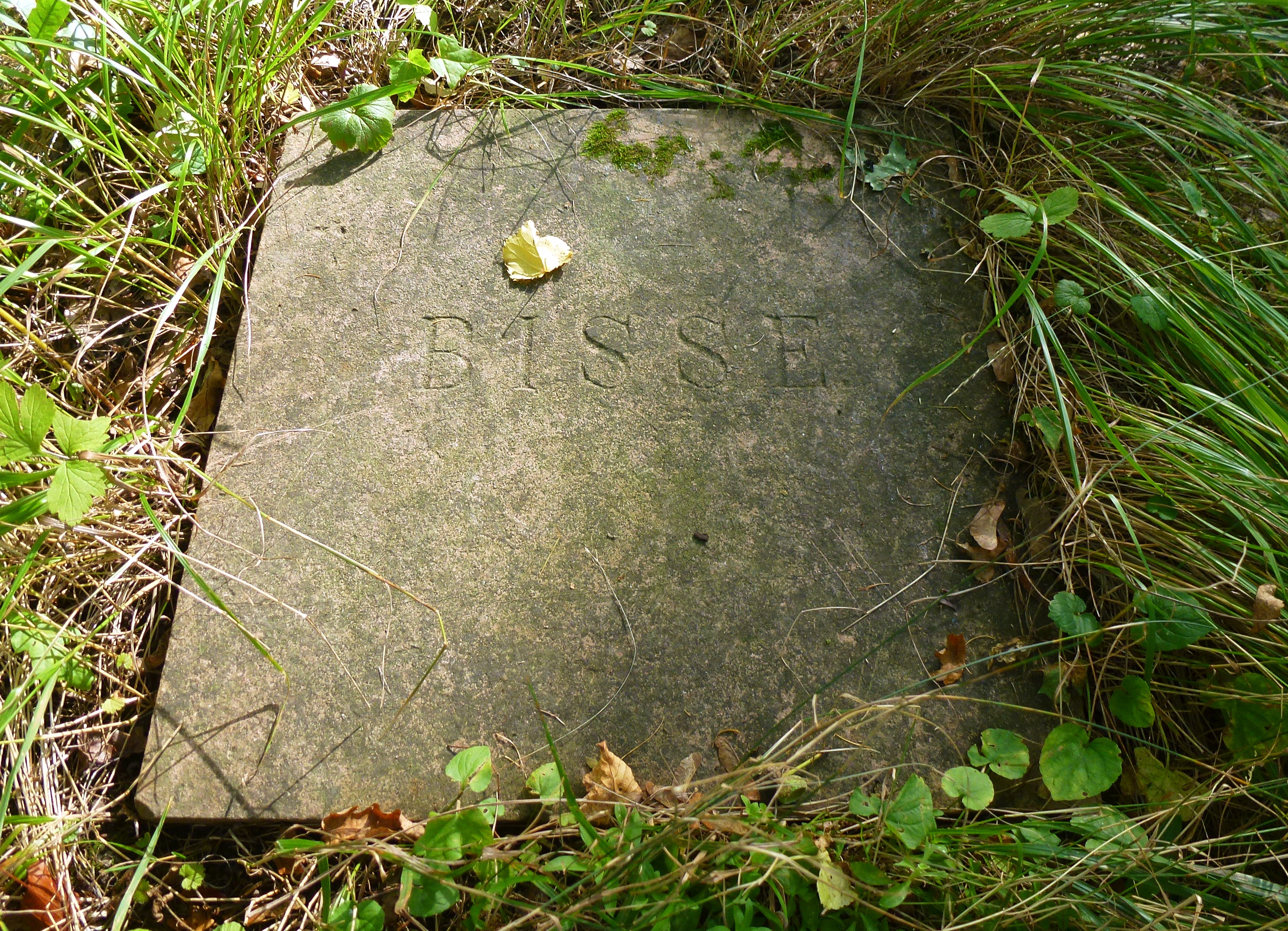
Bisses gravsten